# Randy Weekes
Pour les articles homonymes, voir Weekes.
Randall Percival Weekes, né en 1956 à Biggar, est un homme politique canadien.
Il est le député à l'Assemblée législative de la Saskatchewan sous la bannière du Parti saskatchewanais de 1999 à 2024.

## Biographie
Élu dans Redberry Lake en 1999, il est réélu dans la circonscription de Biggar en 2003, 2007 et 2011, ainsi que dans la nouvelle circonscription de Biggar-Sask Valley en 2016,.
Durant cette période, il sert comme ministre responsable de la Santé en région dans le cabinet de Brad Wall de mai 2012 à juin 2014. Il sert également comme whip du gouvernement en 2007.